# Orchestra
Orchestra (gr. orcheomai – tańczę) – nazwa półkolistego (pierwsze orchestry wytyczano w kształcie prostokąta, koła lub elipsy, z czasem przyjęła się forma półkola i ta uległa rozpowszechnieniu) placu w teatrach greckich i rzymskich, znajdującego się pomiędzy sceną a widownią. Była to centralna część teatru. Największe znaczenie miała w teatrach greckich, zwłaszcza w okresie budowania tzw. teatrów dionizojskich. Usytuowana u stóp wzgórza, była placem o średnicy 20 – 40 m z umieszczonym w jej środku ołtarzem boga thymele. Na niej odbywały się występy chóru i aktorów w wystawianych sztukach. Z czasem występy aktorów zostały przeniesione na przestrzeń przed skene, zwaną w Grecji proskenionem, a w Rzymie – pulpitum.